# Abd-aix-Xahid (nom)
Abd-aix-Xahid és un nom masculí teòfor àrab islàmic (àrab: عبد الشهيد, ʿAbd ax-Xahīd) que literalment significa ‘Servidor del Testimoni’, essent ‘el Testimoni’ un dels epítets de Déu. Si bé Abd-aix-Xahid és la transcripció normativa en català del nom en àrab clàssic, també se'l pot trobar transcrit Abdul Shahid, ‘Abdul Shahied... normalment per influència de la pronunciació dialectal o seguint altres criteris de transliteració. Com a teòfor, també el duen molts musulmans no arabòfons que l'han adaptat a les característiques fòniques i gràfiques de la seva llengua.
Vegeu aquí personatges i llocs que duen aquest nom.